# السر (الدوادمي)
السر، هي قرية من فئة (أ) تقع في محافظة الدوادمي، والتابعة لمنطقة الرياض في السعودية. وتبعد السر عن محافظة الدوادمي بمسافة تقارب () كم.